# Kemerovo oblast
Kemerovo oblast (russisk: Кемеровская область, tr. Kemerovskaja oblast), også kendt som Kuzbass (russisk: Кузбасс) efter Kuznetskbækkenet, er en af 46 oblaster i Den Russiske Føderation.Oblasten har et areal på 95.725 km² og 2.527.219 (2025) indbyggere. Oblastens administrative center er placeret i byen Kemerovo (russisk: Кемерово), der har 542.928 (2025) indbyggere. Oblastens andre større byer er Novokusnetsk (russisk: Новокузнецк) med 528.747 (2025) indbyggere, Prokopjevsk (russisk: Прокопьевск) med 170.429 (2025) indbyggere, Mesjduretjensk (russisk: Междуре́ченск) med 94.435 (2025) indbyggere og Leninsk-Kusnetskij (russisk: Ле́нинск-Кузне́цкий), der har 88.171 (2025) indbyggere.

## Geografi
Kemerovo oblast ligger i det sydvestlige Sibirien, hvor den Vestsibiriske slette møder de sydlige sibiriske bjerge. Oblasten grænser op til Tomsk oblast mod nord, Krasnojarsk kraj og Republikken Khakasija mod øst, Republikken Altaj mod syd, og op til Novosibirsk oblast og Altaj kraj mod vest. Kemerovo oblast er en af Ruslands mest urbaniserede oblaster, med mere end 70% af befolkningen i de ni vigtigste byer. Den nationale sammensætning er overvejende etnisk russisk, men ukrainere, tatarer og tjuvasjere bor også i området.